# Villette-de-Vienne
Villette-de-Vienne ist eine französische Gemeinde mit 1.979 Einwohnern (Stand: 1. Januar 2022) im Département Isère in der Region Auvergne-Rhône-Alpes. Sie gehört zum Arrondissement Vienne und zum Kanton Vienne-1 (bis 2015: Kanton Vienne-Nord). Die Einwohner werden Villettois genannt.

## Geographie
Villette-de-Vienne liegt etwa acht Kilometer nordnordöstlich von Vienne und etwa 20 Kilometer südsüdöstlich von Lyon am Fluss Sévenne. Umgeben wird Villette-de-Vienne von den Nachbargemeinden Marennes im Norden, Chaponnay im Nordosten, Luzinay im Osten, Serpaize im Süden, Chuzelles im Westen sowie Simandres im Nordwesten.

## Bevölkerungsentwicklung
| Jahr                       | 1962 | 1968 | 1975 | 1982 | 1990 | 1999 | 2006 | 2017 |
| -------------------------- | ---- | ---- | ---- | ---- | ---- | ---- | ---- | ---- |
| Einwohner                  | 391  | 445  | 614  | 948  | 1087 | 1173 | 1427 | 1872 |
| Quellen: Cassini und INSEE |      |      |      |      |      |      |      |      |

## Sehenswürdigkeiten
- Kirche Saint-Maurice
- Schloss Feuillant
- Schloss Illins, Burganlage 1613 zerstört
- Mühle